# Chanute Peak
Der Chanute Peak ist ein 1095 m hoher Berg an der Davis-Küste des Grahamlands auf der Antarktischen Halbinsel. Er ragt 6 km südlich des Kap Wennersgaard am Ostufer der Lanchester Bay auf.
Das UK Antarctic Place-Names Committee benannte ihn 1960 nach dem US-amerikanischen Luftfahrtpionier Octave Chanute (1832–1910), der zwischen 1896 und 1897 die ersten manövrierbaren Gleitflugzeuge konstruierte.